# Verkehrslandeplatz Weiden/Opf.

i7
i11
i13
Der Verkehrslandeplatz Weiden/Opf. (ICAO-Code: EDQW) ist ein Flugplatz in der Nähe von Weiden in der Oberpfalz.

## Lage und Beschreibung
Der Flugplatz befindet sich zwischen Weiden-West und der Ortschaft Latsch. Aufgrund seiner geringen Landebahnlänge von 570 m Beton wird er nur von Privatpersonen, Geschäftsleuten, dem Aero-Club Weiden und dem Oberpfälzer Motorflieger-Club OMC genutzt. Der weitere Ausbau der Start- und Landebahn scheiterte vor Jahren an einem Bürgerbegehren.
Der Tower ist im Sommer von 9:00 Uhr bis 18:00 Uhr von einem hauptamtlichen Flugleiter besetzt und gegebenenfalls sind später abends ehrenamtliche Flugleiter vor Ort. Eine Landung ist dann nur nach Erlaubnis des Halters möglich (PPR).
Die Tankstelle ist seit 2017 außer Betrieb. Es gibt einen Rechtsstreit um die Bodenplatte.

## Geschichte
Seit 2011 ist der Rettungshubschrauber Christoph 80 mitsamt Besatzung und Sanitäranlagen am Flugplatz stationiert. Diese Investition kostete etwa zwei Millionen Euro. Für die etwa 50 dort stationierten Fluggeräte steht Avgas und Jet A-1 zum Tanken bereit.
Im Oktober 2012 wurde der Flugplatz wegen Schäden an der Landebahn für Spornrad-Luftfahrzeuge und gewichtskraft-gesteuerte Luftsport-Geräte, wie z. B. Trikes, vom Luftamt Nordbayern gesperrt. Diese Sperrung ist nach Reparaturarbeiten wieder aufgehoben.
Am 1. Januar 2019 siedelte sich eine Flugschule am Flugplatz Weiden als Hauptsitz an. Die A.M. Flugwelt GmbH ist eine vom Deutschen Aero Club (DAEC) und vom Deutschen Ultraleicht Verband (DULV) zugelassene Flugschule für Tragschrauber (Gyrocopter), Dreiachser (Sportflugzeug, UL-Flugzeug) und sogar UL-Hubschrauber.

## Zwischenfälle
- Am 8. Juni 1972 kam es zur Entführung einer Let L-410 nach Weiden (Oberpfalz). Dabei wurde eine Linienmaschine aus der Tschechoslowakei durch zehn junge Leute entführt. Der Flugkapitän kam dabei ums Leben.

- Am 21. August 2021 gegen 13:45 Uhr stürzte ein Ultraleichtflugzeug des Typs Ikarus C42 (Luftfahrzeugkennzeichen D-MSMA) nach einer missglückten Landung und beim Versuch, mit geöffneter Tür durchzustarten ab. Das Fluggerät prallte dabei aus einer Höhe von etwa 20 Meter auf einen befestigten Weg direkt neben dem Hangar des dort stationierten Rettungshubschraubers Christoph 80 und fing Feuer. Der 74-jährige Pilot kam dabei alleinbeteiligt ums Leben.[4][5]

- Am 30. August 2021 verunglückte ein am Verkehrslandeplatz Weiden/Opf. stationiertes Ultraleichtflugzeug nach einem Rundflug. Beim Landeanflug kam es zu Problemen, was zu einer Bruchlandung am südlichen Ende der Landebahn führte, wobei das Fluggerät hart aufsetzte und sich überschlug. Die beiden Insassen wurden mittelschwer verletzt, der Schaden am schwer beschädigten Flugzeug wurde auf ca. 100.000 Euro beziffert; es wurde irreparabel beschädigt.[6][7]

## Galerie

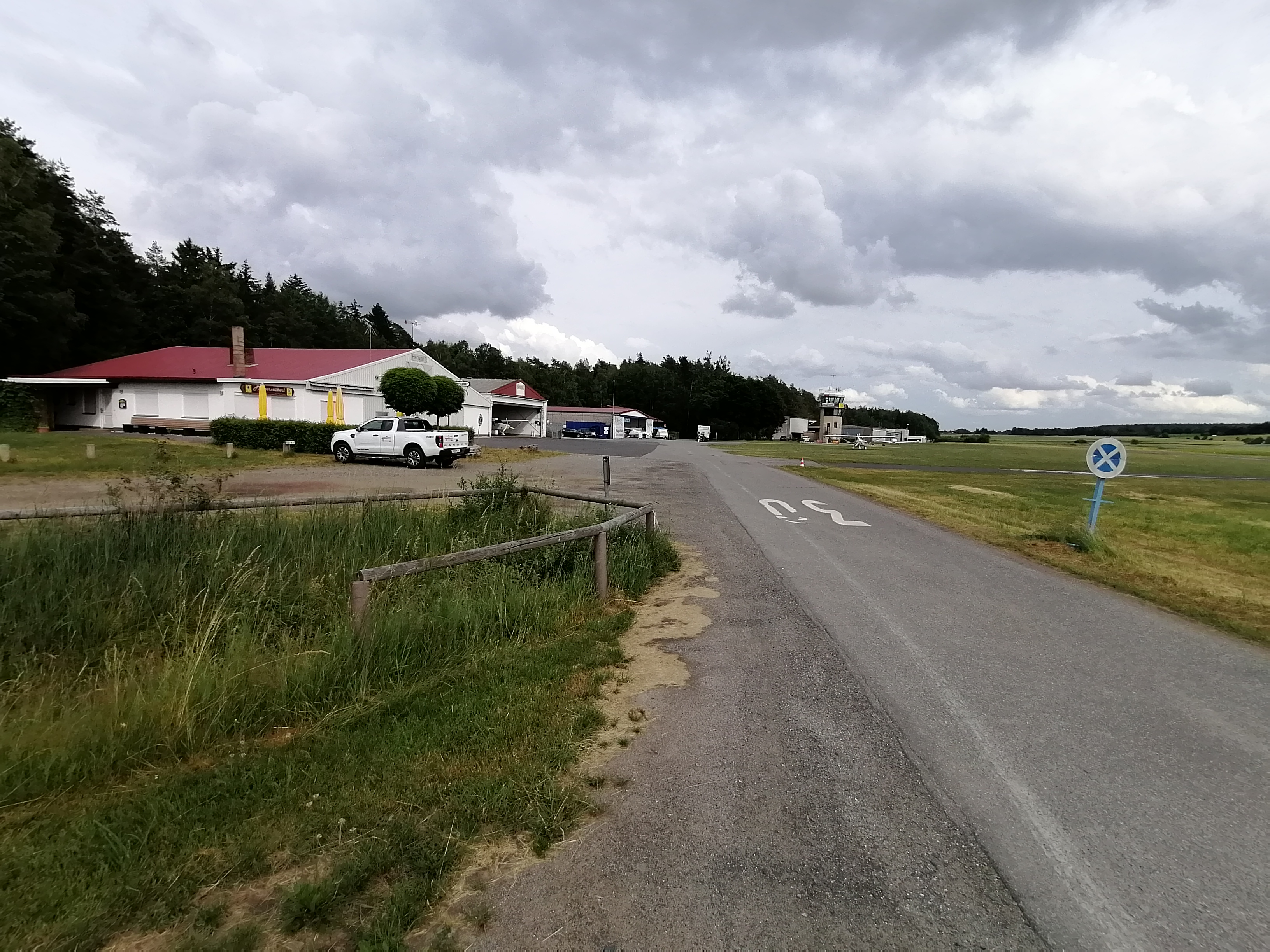
Zufahrt zum Flugplatz (2021)
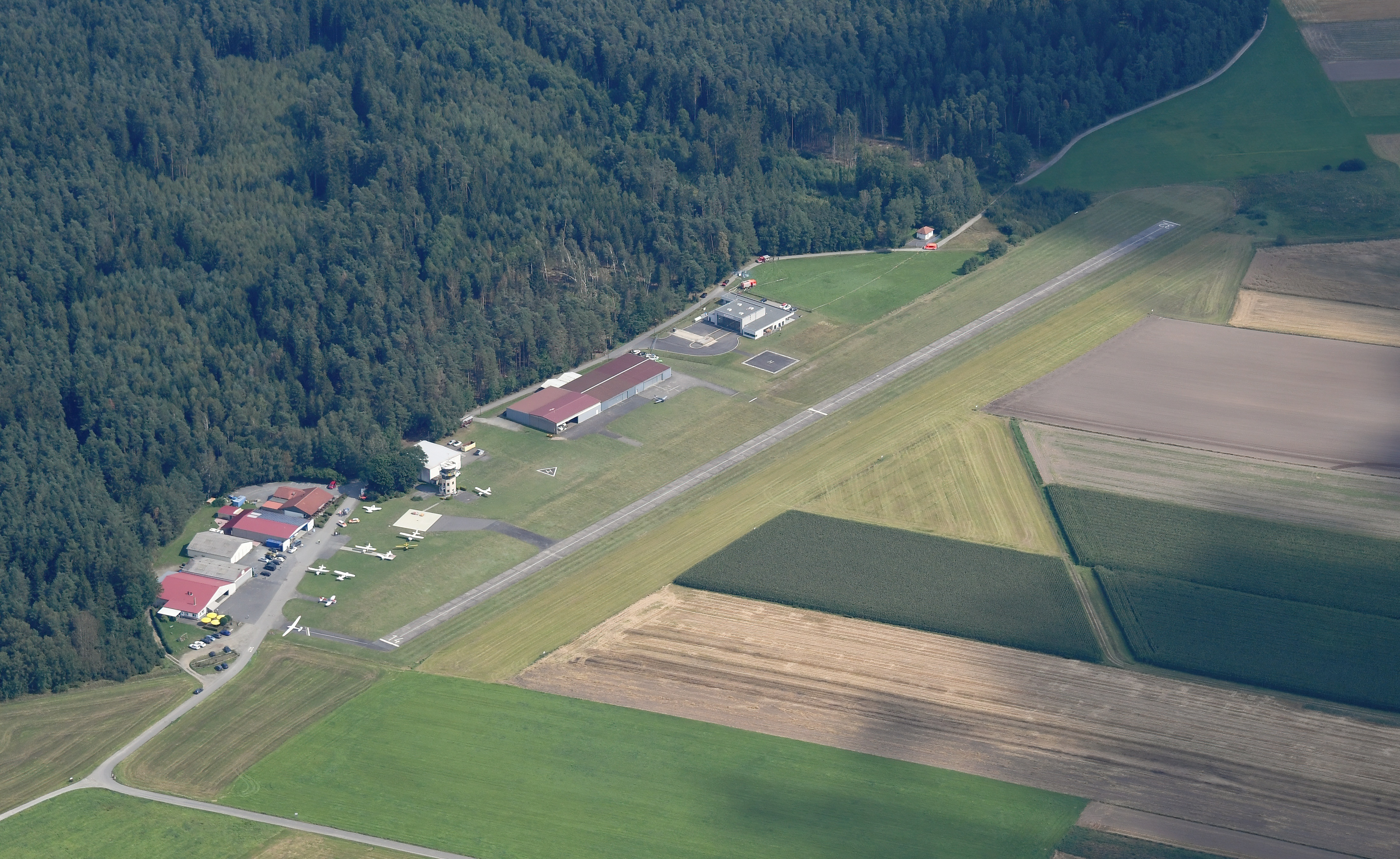
Landeplatz (2021)
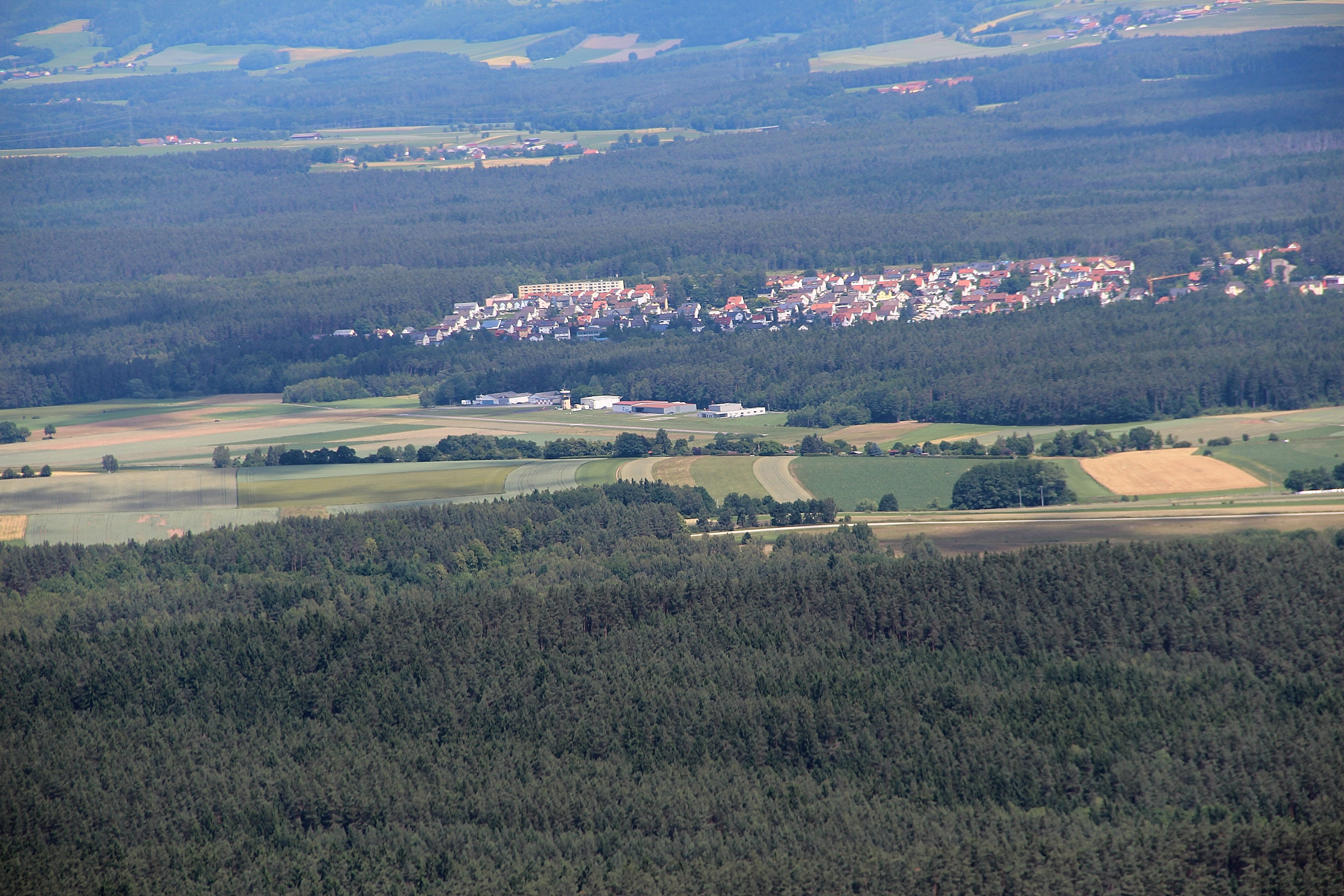
Landeplatz (2012)
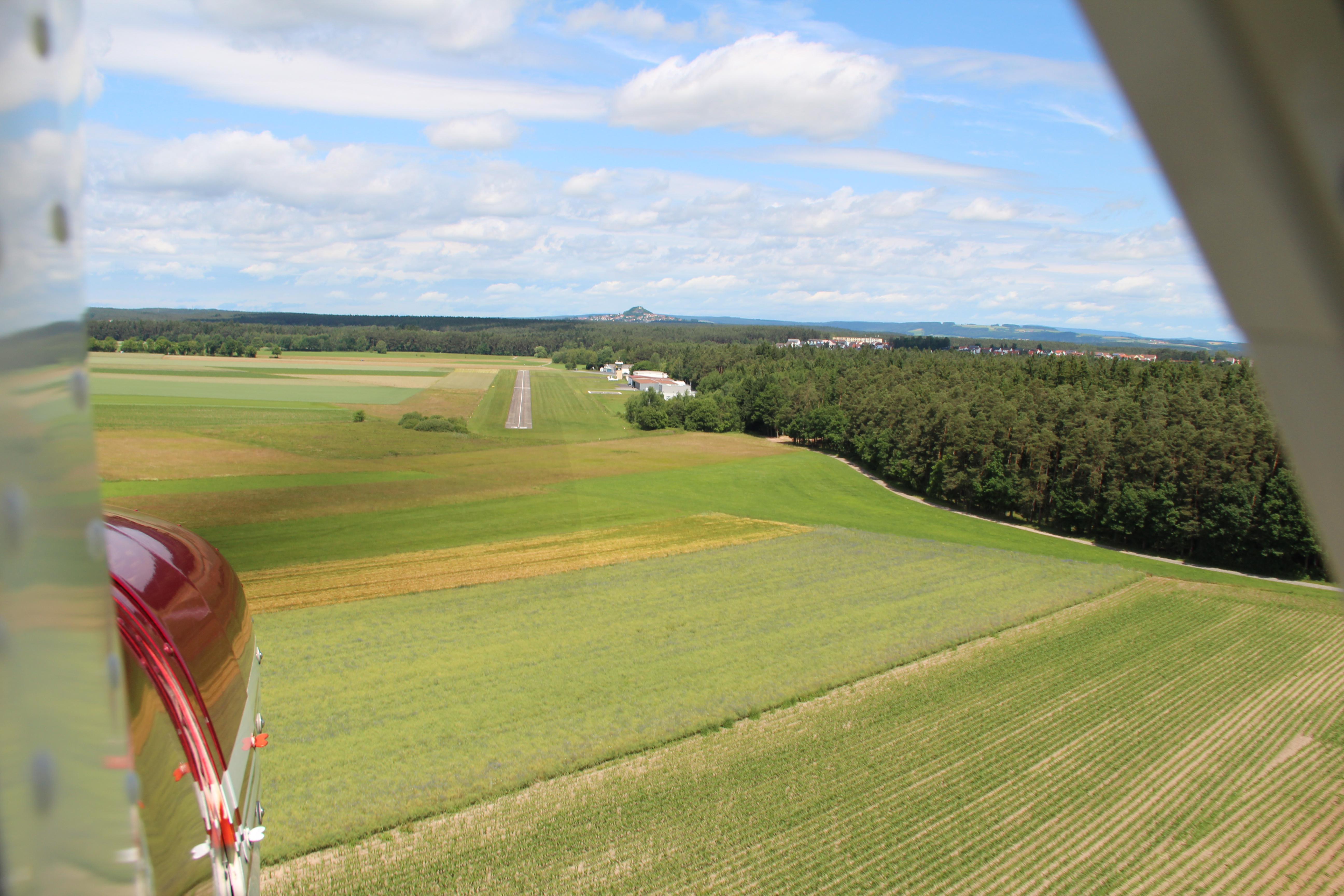
Landeanflug (2012)
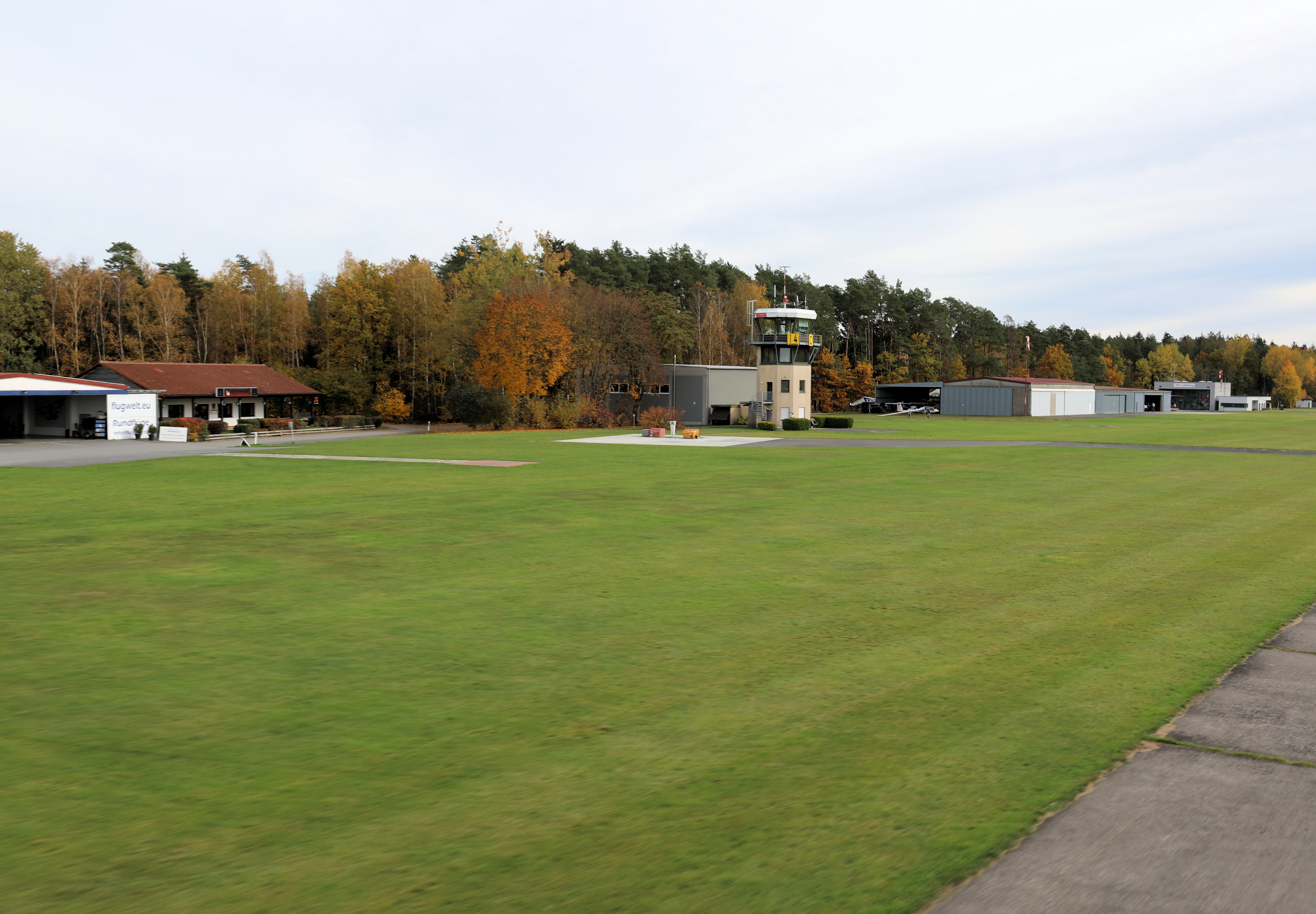
Landeplatz (2023)